# Villevieille
Villevieille là một xã ở tỉnh Gard. Xã này có diện tích 8,28 km², dân số năm 1999 là 1196 người. Khu vực này có độ cao trung bình 61 mét trên mực nước biển.
Villevieille toạ lạc bên hai bờ sông Vidourle.

## Dân số
| Dân số  | 343 | 507 | 650 | 936 | 1030 | 1196 |
| Source: |     |     |     |     |      |      |